# دارين بريثويت
دارين بريثويت (بالإنجليزية: Darren Braithwaite)‏ هو منافس ألعاب قوى بريطاني، ولد في 20 يناير 1969 في لندن في المملكة المتحدة.

## وصلات خارجية
- دارين بريثويت على موقع الاتحاد الدولي لألعاب القوى (الإنجليزية)
- دارين بريثويت على موقع أوليمبيديا (الإنجليزية)
- دارين بريثويت على موقع اللجنة الأولمبية البريطانية (الإنجليزية)